# Kitching Ridge
Kitching Ridge ist ein markanter und felsiger Gebirgskamm in der antarktischen Ross Dependency. Im Königin-Maud-Gebirge erstreckt er sich an der Westflanke des Shackleton-Gletschers zwischen der Bennett Platform und dem Matador Mountain.
Das Advisory Committee on Antarctic Names benannte ihn 1971 nach dem südafrikanischen Wirbeltierpaläontologen James Kitching (1922–2003), der hier zwischen 1970 und 1971 als Erster Fossilien entdeckte.